# داویت اوهانیسیان
داویت گاگیکی اوهانیسیان (روسی: Давид Гагикович Оганисян؛ زادهٔ ۱۲ مهٔ ۱۹۹۴ در آرماویر) ورزشکار رشته‌های جودو و سامبو ارمنی‌تبار اهل روسیه است. وی در مسابقات کشوری و بین‌المللی در مجموع برندهٔ ۴ مدال طلا، ۱ مدال نقره، ۱ مدال برنز شده‌است. وی در سرزمین کراسنودار سکونت دارد.